# Кастелето (Кунео)
Кастелето је насеље у Италији у округу Кунео, региону Пијемонт.
Према процени из 2011. у насељу је живело 103 становника. Насеље се налази на надморској висини од 712 м.